# Clinostigma
Clinostigma es un género con once especies de plantas con flores perteneciente a la familia  de las palmeras (Arecaceae).  
Son originarias  del archipiélago de Ogasawara, en Japón hasta el Archipiélago Bismarck en la costa de Nueva Guinea.

## Taxonomía
El género fue descrito por  Hermann Wendland y publicado en Bonplandia 10: 196. 1862.
Etimología
Clinostigma epíteto griego derivado de las palabras klinein = "doblado", y stigma = "estigma",  en botánica, el punto del gineceo que recibe el polen, tal vez refiriéndose a los restos estigmáticos, excéntricamente apical, en el fruto.

## Especies
- Clinostigma carolinense (Becc.) H.E.Moore & Fosberg (1956).
- Clinostigma collegarum J.Dransf. (1982).
- Clinostigma exorrhizum (H.Wendl.) Becc. (1935).
- Clinostigma gronophyllum H.E.Moore (1969).
- Clinostigma haerestigma H.E.Moore (1969).
- Clinostigma harlandii Becc. (1910).
- Clinostigma onchorhynchum Becc. (1914).
- Clinostigma ponapense (Becc.) H.E.Moore & Fosberg (1956).
- Clinostigma samoense H.Wendl. (1862).
- Clinostigma savoryanum (Rehder & E.H.Wilson) H.E.Moore & Fosberg (1956).
- Clinostigma warburgii Becc. (1934).